# The Open Championship 1992
De 121e editie van het Brits Open werd van 16-19 juli 1992 gespeeld op de Muirfield Golf Links.
Er deden elf voormalige winnaars mee: Ian Baker-Finch (1991),  Mark Calcavecchia (1989), Nick Faldo (1987), Sandy Lyle (1985),  Greg Norman (1986) en Lee Trevino (1971, 1972) haalden de cut, Severiano Ballesteros (1979, 1984, 1988), Jack Nicklaus (1966, 1970, 1978), Gary Player (1959, 1968, 1974), Tom Watson (1975, 1977, 1980, 1982, 1983) en Tom Weiskopf (1973) kwalificeerden zich niet voor het weekend.
Nick Faldo stond al na de tweede ronde aan de leiding en had toen drie slagen voorsprong op John Cook en Gordon Brand jr. Na ronde 3 was het verschil zelfs vier slagen geworden, terwijl John Cook nog op de tweede plaats stond.  

Het was zondag moeilijk spelen, er stond veel wind en het regende vaak. Cook stond na zestien holes twee slagen voor op Faldo. Op hole 17 miste Cook zijn birdieput, waarna hij nog maar 1 slag voor stond. Op hole 18 maakte hij zelfs een bogey waardoor Faldo met een birdie won. Hij werd ook weer de nummer 1 op de wereldranglijst.

## Top-10
| Nr | Speler              | Score           | Score | Prijs (£) |
| -- | ------------------- | --------------- | ----- | --------- |
| 1  | Nick Faldo          | 66-64-69-73=272 | −12   | 95.000    |
| 2  | John Cook           | 66-67-70-70=273 | −11   | 75.000    |
| 3  | José María Olazábal | 70-67-69-68=274 | −10   | 64.000    |
| 4  | Steve Pate          | 64-70-69-73=276 | −8    | 53.000    |
| T5 | Andrew Magee        | 67-72-70-70=279 | −5    | 30.071    |
| T5 | Robert Karlsson     | 70-68-70-71=279 | −5    | 30.071    |
| T5 | Malcolm MacKenzie   | 71-67-70-71=279 | −5    | 30.071    |
| T5 | Ian Woosnam         | 65-73-70-71=279 | −5    | 30.071    |
| T5 | Ernie Els           | 66-69-70-74=279 | −5    | 30.071    |
| T5 | Donnie Hammond      | 70-65-70-74=279 | −5    | 30.071    |
| T5 | Gordon Brand jr.    | 65-68-72-74=279 | −5    | 30.071    |

Vanaf 1970:
1970 ·
1971 ·
1972 ·
1973 ·
1974 ·
1975 ·
1976 ·
1977 ·
1978 ·
1979 ·
1980 ·
1981 ·
1982 ·
1983 ·
1984 ·
1985 ·
1986 ·
1987 ·
1988 ·
1989 ·
1990 ·
1991 ·
1992 ·
1993 ·
1994 ·
1995 ·
1996 ·
1997 ·
1998 ·
1999 ·
2000 ·
2001 ·
2002 ·
2003 ·
2004 ·
2005 ·
2006 ·
2007 ·
2008 ·
2009 ·
2010 ·
2011 ·
2012 ·
2013 ·
2014 ·
2015 ·
2016 ·
2017 ·
2018 ·
2019 ·
2020